# Judenau
Judenau ist eine Ortschaft und eine Katastralgemeinde der Marktgemeinde Judenau-Baumgarten im Bezirk Tulln in Niederösterreich. Die Ortschaft hat 831 Einwohner (Stand 1. Jänner 2024). Judenau war bis Ende 1967 eine eigenständige Gemeinde.

## Geografie
Judenau ist an drei Seiten von einer Schlinge der Großen Tulln umgeben und wird an der vierten Seite von einem Ausläufer des Mitterberges 281 m ü. A. tangiert.

## Geschichte
Der Ort wurde 1108 und 1122 erstmals als Judinowa urkundlich genannt. Bereits die Formbacher und die Vohburger besaßen hier Weingärten. Ab 1300 hatten die Grabner Besitz im nahe gelegenen Zöfing erworben. Durch den vermehrten Besitz nannten sie sich ab 1342 Grabner von Judenau. Besonders im Zeitalter der Reformation und Gegenreformation gewann Judenau an Bedeutung, als die anschließend Grabner zu Rosenburg genannte Familie sowie Christoph Rueber von Pixendorf († 1581; Sohn von Hans Rueber zu Pixendorf) die Herrschaft innehatte. Er berief protestantische Prädikanten nach Judenau, Zwentendorf und Michelhausen. Nach seinem Tod wurde das von den Osmanen zerstörte Schloss im Jahr 1583 durch Helmhard Jörger erworben, der es neu errichten ließ, allerdings überstand der Bau das große Erdbeben  von 1590 nicht. Nach mehrfachem Verkauf kamen 1701 die Fürsten Liechtenstein in den Besitz der Herrschaft.
Die Amstettener Schulschwestern wurden von Wien aus 1853 gegründet und wirken heute in der Diözese St. Pölten in 10 Niederlassungen. Ihr Mutterhaus war ab 1855 Judenau, das nach dem Anschluss Österreichs 1938 durch das NS-Regime beschlagnahmt wurde. Anschließend wurde Amstetten am 3. September 1938 zum neuen Mutterhaus erhoben.
Im Jahr 1877 wurde Judenau zum Markt erhoben.
Mit 1. Jänner 1968 wurde im Zuge der NÖ. Kommunalstrukturverbesserung die Marktgemeinde Judenau mit der Gemeinde Baumgarten am Tullnerfelde zur Marktgemeinde Judenau-Baumgarten zusammengeschlossen.

## Kultur und Sehenswürdigkeiten

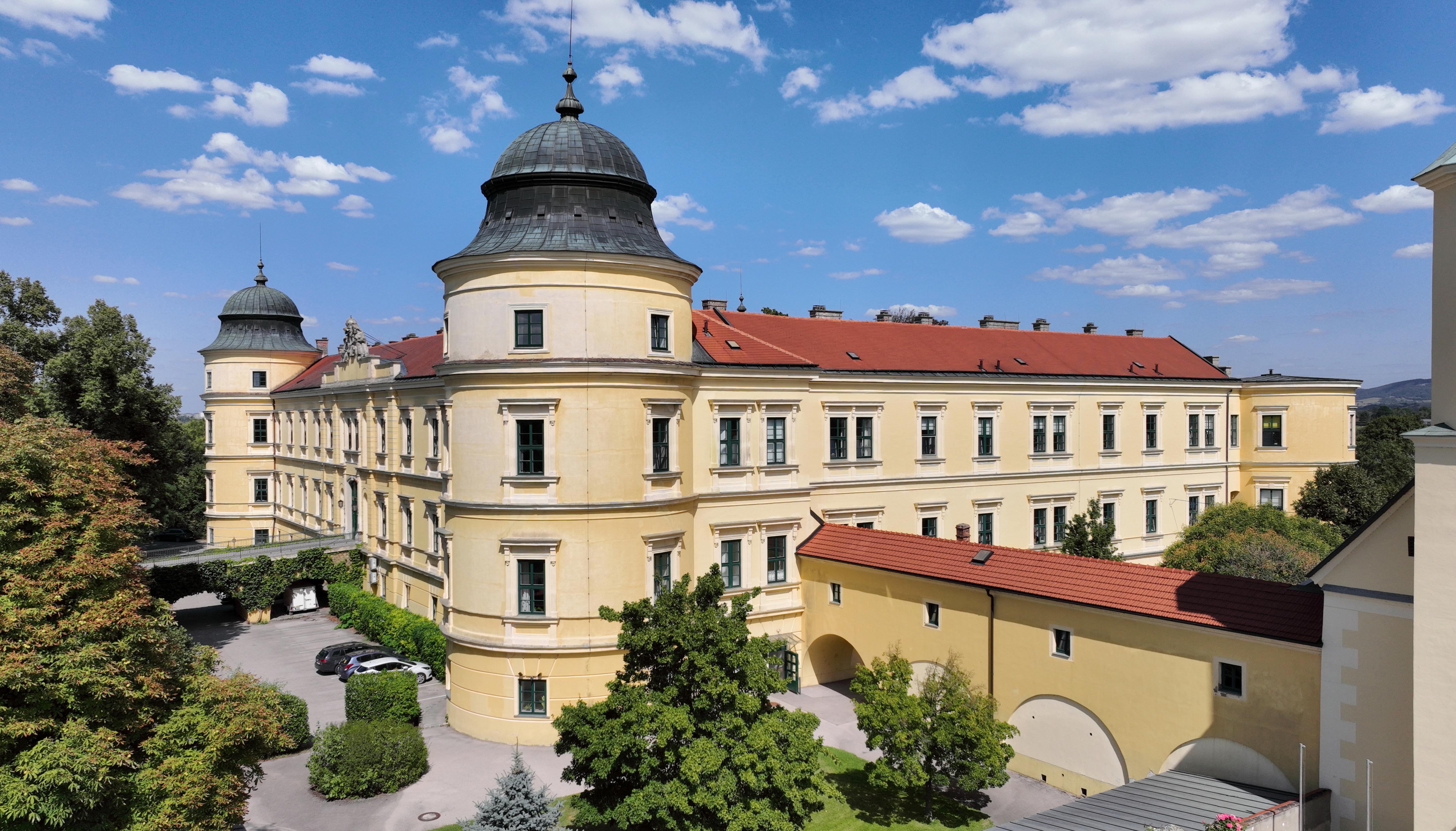
Schloss Judenau

- Schloss Judenau: Das Schloss ist eine dreiflügelige Anlage mit vier dominanten runden Ecktürmen. Es wurde in mehreren Bauphasen errichtet – vorwiegend im 2. Viertel des 17. Jahrhunderts und im 1. Viertel des 18. Jahrhunderts. Der Vorgängerbau aus dem Jahr 1586 war ein einflügeliger Rechteckbau, der vier Jahre später bei dem Erdbeben 1590 schwer beschädigt wurde und daher bis auf den Keller abgetragen werden musste. 1854 erfolgte eine Sanierung und ein teilweiser Neubau sowie eine einheitliche Fassadierung in den Formen des 17. Jahrhunderts. Das Schloss beherbergt seit 1961 die Organisation „Rettet das Kind“ mit einem Schüler- und Lehrlingsinternat.[5]
- Katholische Pfarrkirche Judenau Allerheiligste Dreifaltigkeit
- Mariensäule
- Figur hl. Johannes von Nepomuk
- Figur hl. Donatus
- Ehemaliges Schwesternschulheim
- Eremitenstöckl und ehemaliges Verwalterhaus

## Persönlichkeiten
- Sebastian II. Grabner zu Rosenburg († 1610), Unterzeichner des Horner Bundes, war Inhaber der Herrschaft
- Friedrich Christoph Grabner zu Rosenburg (* im 16. Jahrhundert; † zur Mitte des 17. Jahrhunderts), Inhaber der Herrschaft
- Leopold Grabner zu Rosenburg (1528–1583), Inhaber der Herrschaft